# Hagenbrunn
Hagenbrunn ist eine Marktgemeinde mit 3.061 Einwohnern, davon 2.442 mit Hauptwohnsitz und 619 Einwohner mit Nebenwohnsitz (Stand Oktober 2023) im Bezirk Korneuburg in Niederösterreich.
Hagenbrunn ist vor allem für seine Weingüter und Heurigen bekannt. Als typischer Weinviertler Heurigenort in unmittelbarer Nähe Wiens zieht Hagenbrunn viele Besucher an. Neben den Heurigen ist dabei auch der Bisamberg für Wanderer und Radfahrer ein attraktives Ausflugsziel.

## Geografie
Hagenbrunn liegt am Nordrand des Bisamberges im Weinviertel in Niederösterreich. Das Gebiet gehört zu den Ausläufern der Alpen (sog. Waschbergzone), die sich nördlich der Donau nach Norden erstrecken.

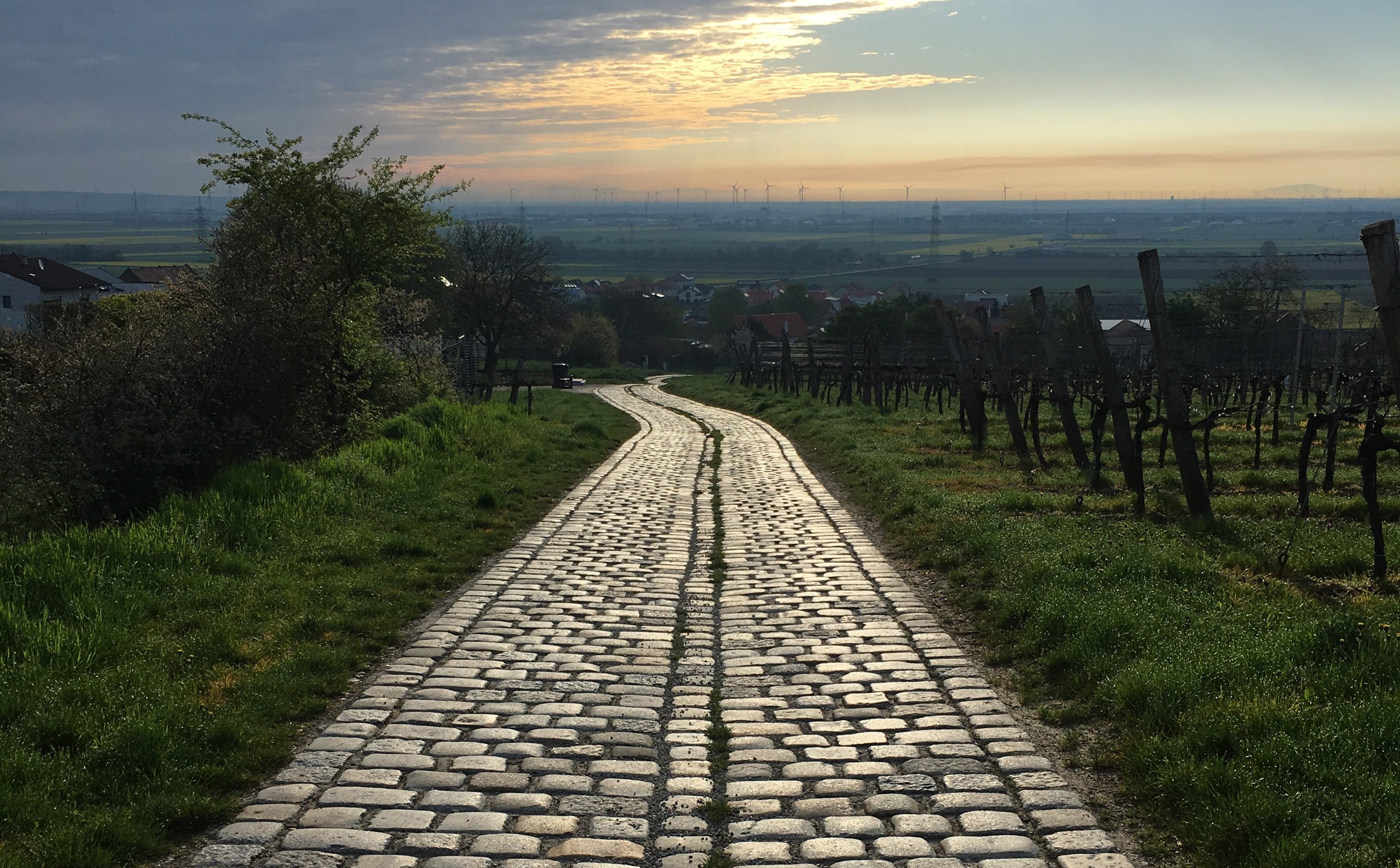
Blick über Hagenbrunn Richtung Gerasdorf bei Wien und Marchfeld

Die Fläche der Marktgemeinde umfasst 13,43 Quadratkilometer. 4,41 Prozent der Fläche sind bewaldet.

### Gliederung
Katastralgemeinden sind Flandorf und Hagenbrunn. Zu Letzterer gehört auch das Industriegebiet Hagenbrunn, das 3 km östlich des eigentlichen Ortes Hagenbrunn an der Brünner Straße B 7 entstand.
Das Gemeindegebiet umfasst an Ortschaften (in Klammern Einwohnerzahl Stand 1. Jänner 2025):
- Flandorf (Dorf; 411)
- Hagenbrunn (Markt; 2000)
- Brennleiten (Dorf)[3]
- Industriegebiet Hagenbrunn (Dorf)[3]
- Neues Wirtshaus (Dorf)[3]
- Veiglberg-Siedlung (Dorf)[3]
- Wolfsbergen-Siedlung (Dorf)[3]

Die Gemeinde besteht aus den Katastralgemeinden Flandorf und Hagenbrunn.

### Nachbargemeinden
| Leobendorf                | Stetten, Enzersfeld                         | Großebersdorf (Bez. Mistelbach) |
| Bisamberg, Langenzersdorf | Kompassrose, die auf Nachbargemeinden zeigt | Gerasdorf bei Wien              |
|                           | Stammersdorf (Teil von Wien-Floridsdorf)    |                                 |

## Geschichte
Laut Adressbuch von Österreich waren im Jahr 1938 in der Ortsgemeinde Hagenbrunn zwei Ärzte, ein Bäcker, ein Binder, ein Fleischer, ein Friseur, drei Gastwirte, vier Gemischtwarenhändler, eine Hebamme, ein Landesproduktehändler, ein Obst- und Gemüsehändler, ein Pferdewurstverschleisser, ein Sattler, ein Schlosser, zwei Schmiede, zwei Schneider und eine Schneiderin, vier Schuster, zwei Viktualienhändler, zwei Wagner und einige Landwirte ansässig.
Von 1938 bis 1954 gehörte Hagenbrunn als Teil des 21. Bezirks Floridsdorf zu Wien („Groß-Wien“), gehörte jedoch ab 1945 zur sowjetischen Besatzungszone Niederösterreichs.
Seit 2006 ist Hagenbrunn Teil der Kleinregion 10 vor Wien.
Im März 2009 zerstörte eine Gasexplosion ein gesamtes Haus in der Schlossgasse. Dabei wurden eine Frau getötet und ein Mann verletzt.
Im Zuge der Bauarbeiten zur Wiener Außenring Schnellstraße S1 wurden im Bereich der Anschlussstelle Hagenbrunn Reste der ehemaligen Siedlung Dietersdorf gefunden. Zur Erinnerung an diese Ortschaft erhält die Straße zwischen dem Industriegebiet und der Anschlussstelle Hagenbrunn den Namen Dietersdorfer Straße.
Als ein typisches Weinviertler Straßendorf ist, fehlte dem Ort Hagenbrunn ein klassisches Ortszentrum. Im Jahr 2012 wurde mit der Errichtung eines Dorfplatzes als Gemeindezentrum begonnen. Dieser Dorfplatz wurde im Mai 2017 eröffnet und bildet seither das neue Zentrum des Orts. Rund um diesen Platz befinden sich das Gemeindeamt, ein Nahversorger, mehrere Geschäfte, das Gemeindezentrum, der Kindergarten, mehrere Arztpraxen, die Polizeiinspektion und eine Bank. Der Errichtung des neuen Dorfplatzes sind intensive Diskussionen vorausgegangen.
Seit seiner Eröffnung wird der Dorfplatz laufend für Veranstaltungen, wie Open-Air-Konzerte, Theater- und Kabarett-Aufführungen und die Hagenbrunner Weintage genutzt.
2025 wurde am Ortsrand eine neue Volksschule und eine große Sporthalle errichtet. Die Gemeinde wurde im Zuge der Bauarbeiten Opfer eines Onlinebetrugs mit 300.000 € Schaden.

### Bevölkerungsentwicklung
| Hagenbrunn: Einwohnerzahlen von 1869 bis 2025       | Hagenbrunn: Einwohnerzahlen von 1869 bis 2025 | Hagenbrunn: Einwohnerzahlen von 1869 bis 2025 | Hagenbrunn: Einwohnerzahlen von 1869 bis 2025 | Hagenbrunn: Einwohnerzahlen von 1869 bis 2025 |
| --------------------------------------------------- | --------------------------------------------- | --------------------------------------------- | --------------------------------------------- | --------------------------------------------- |
| Jahr                                                |                                               |                                               |                                               | Einwohner                                     |
| 1869                                                | 1869                                          |                                               | 851                                           | 851                                           |
| 1880                                                | 1880                                          |                                               | 928                                           | 928                                           |
| 1890                                                | 1890                                          |                                               | 906                                           | 906                                           |
| 1900                                                | 1900                                          |                                               | 964                                           | 964                                           |
| 1910                                                | 1910                                          |                                               | 998                                           | 998                                           |
| 1923                                                | 1923                                          |                                               | 929                                           | 929                                           |
| 1934                                                | 1934                                          |                                               | 898                                           | 898                                           |
| 1939                                                | 1939                                          |                                               | 1.017                                         | 1.017                                         |
| 1951                                                | 1951                                          |                                               | 889                                           | 889                                           |
| 1961                                                | 1961                                          |                                               | 897                                           | 897                                           |
| 1971                                                | 1971                                          |                                               | 1.048                                         | 1.048                                         |
| 1981                                                | 1981                                          |                                               | 1.136                                         | 1.136                                         |
| 1991                                                | 1991                                          |                                               | 1.337                                         | 1.337                                         |
| 2001                                                | 2001                                          |                                               | 1.575                                         | 1.575                                         |
| 2011                                                | 2011                                          |                                               | 2.002                                         | 2.002                                         |
| 2021                                                | 2021                                          |                                               | 2.377                                         | 2.377                                         |
| 2025                                                | 2025                                          |                                               | 2.411                                         | 2.411                                         |
| Quelle(n): Statistik Austria, Gebietsstand 1.1.2021 |                                               |                                               |                                               |                                               |

Hagenbrunn ist eine Zuzugsgemeinde, die trotz restriktiver Siedlungspolitik einen deutlichen Bevölkerungszuwachs zu verzeichnen hat.
Von 1981 bis 1991 war die Geburtenbilanz negativ, es zogen jedoch um 206 Personen mehr zu als ab. Danach war die Geburtenbilanz positiv, die Wanderungsbilanz stieg auf +225 im Zeitraum 1991 bis 2001 und weiter auf +373 in der Dekade bis 2011.

## Kultur und Sehenswürdigkeiten

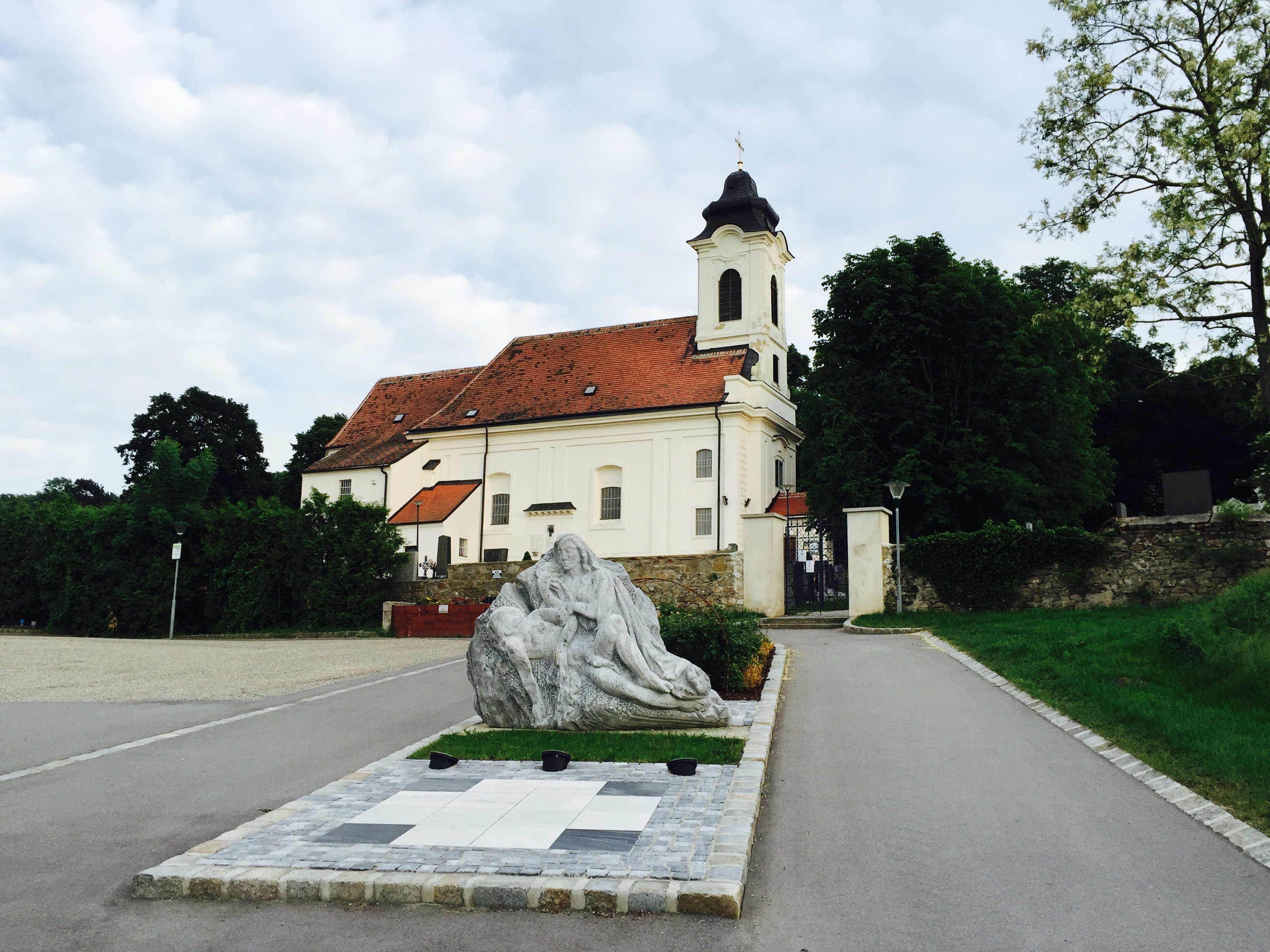
Pfarrkirche St. Veit – Hagenbrunn & Klein-Engersdorf

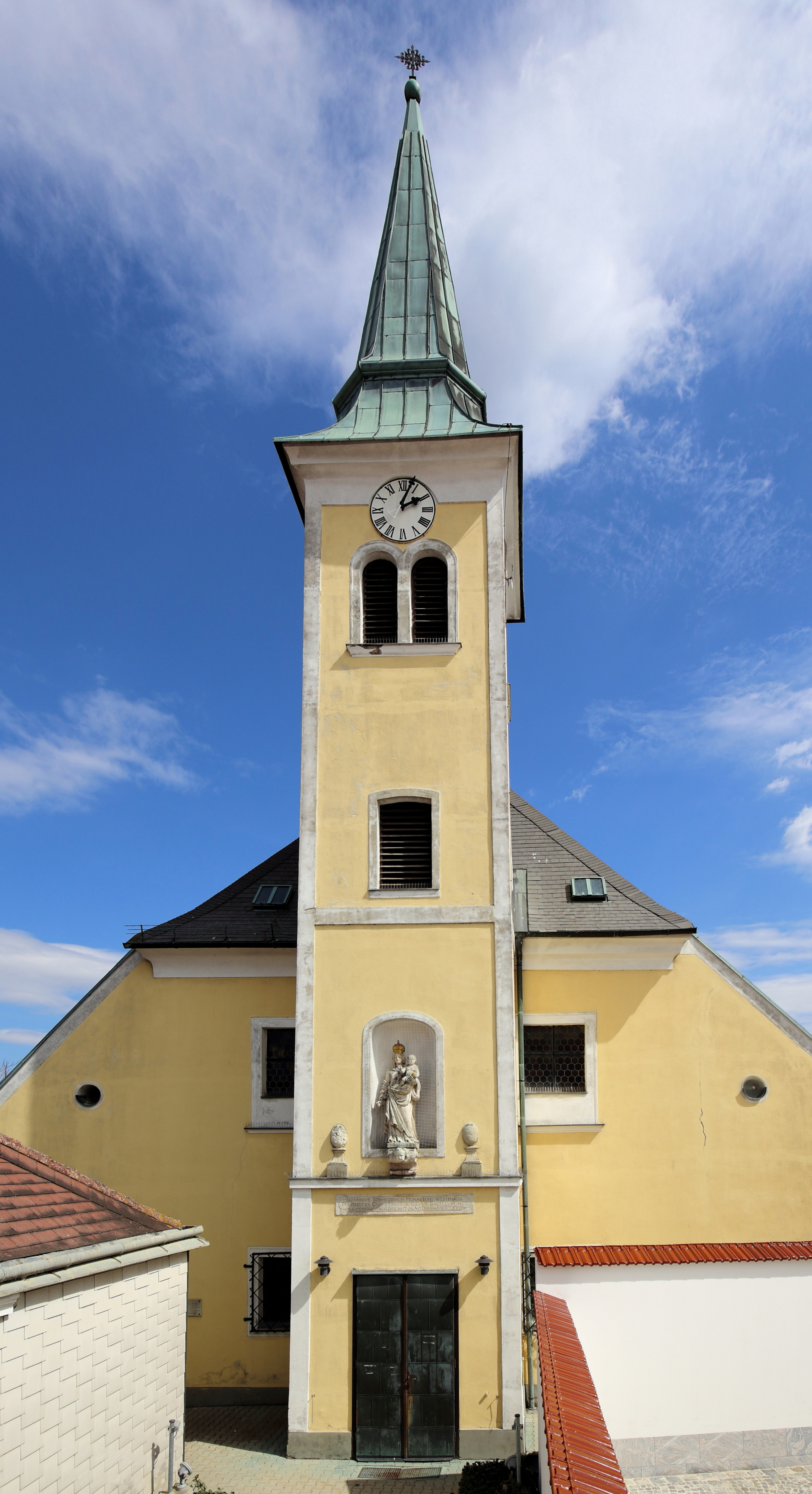
Ortskapelle hl. Anna in Hagenbrunn

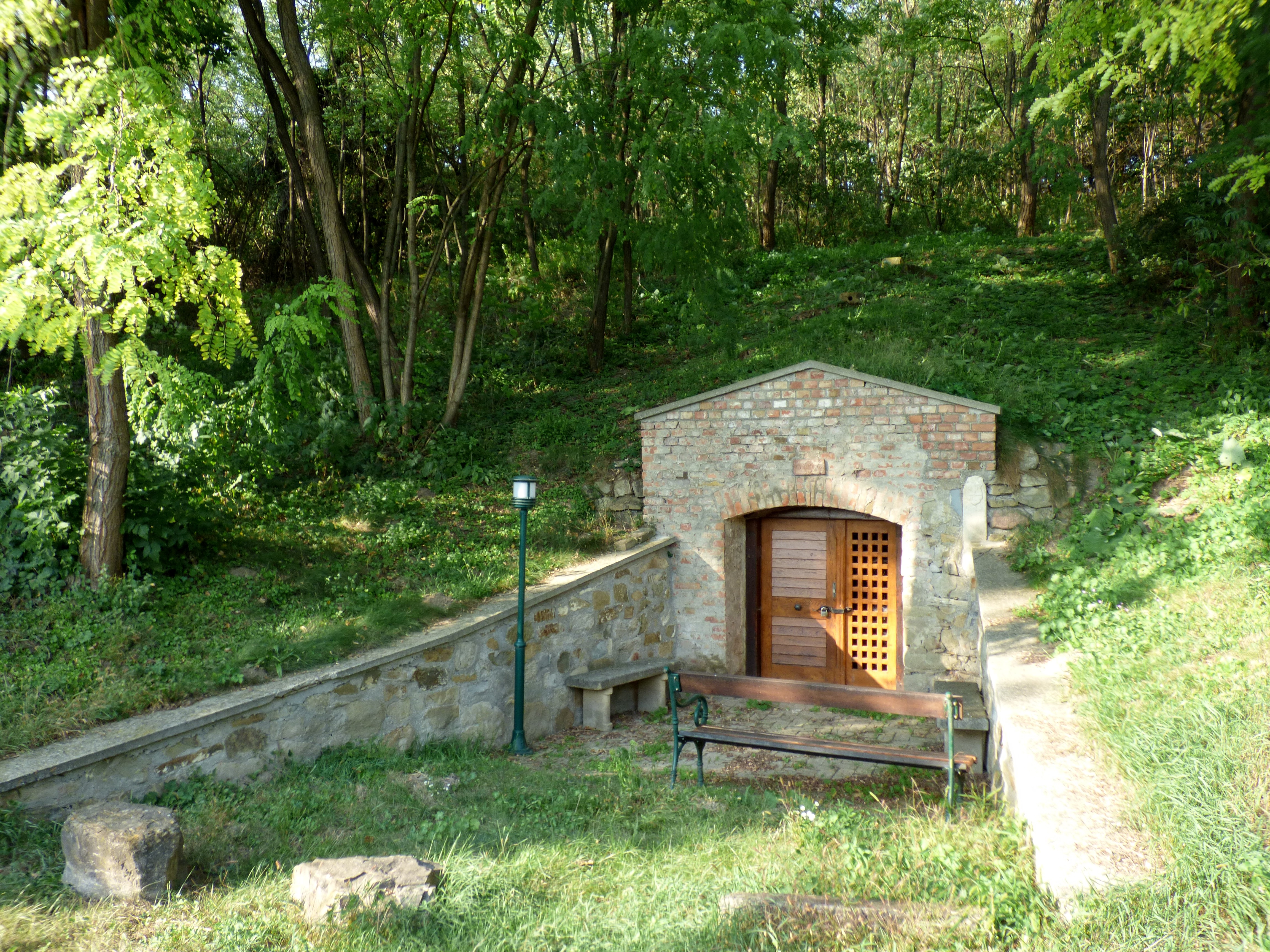
Flandorfer Kellergasse

- Pfarrkirche und Pfarrfriedhof St. Veit, Klein-Engersdorf: Die St. Veitskirche steht am Hagenbrunner Sattel, einer Anhöhe, die das Marchfeld mit dem Korneuburger Becken verbindet. Damit steht sie genau an der Grenze zwischen den Ortschaften Hagenbrunn und Klein-Engersdorf (Gemeinde Bisamberg). Da die Pfarre beide Ortschaften umfasst, wurde die Kirche so errichtet, dass sie zum Teil auf Hagenbrunner und zum Teil auf Klein-Engersdorfer Gebiet liegt. Bereits im 15. Jahrhundert war die Pfarrkirche St. Veit ein Wallfahrtsort.[9] Zur Pfarre St. Veit gehörten anfänglich neben Hagenbrunn, Klein-Engersdorf und Flandorf auch Bisamberg, Königsbrunn, Enzersfeld, Stammersdorf sowie die 2 nicht mehr vorhandenen Orte Dietersdorf und Narzendorf.[10] Schottenpater P. Ambros Zitterhofer OSB (1824–1894) war einer der Geistlichen, die in der Schottenpfarre St. Veit – Klein-Engersdorf wirkten und sich mit ihrer Geschichte befassten, davor war Zitterhofer unter anderem in der Schottenpfarre Schottenfeld in Wien-Neubau tätig.[11] In der Veitskirche der Schottenpfarre St. Veit – Klein-Engersdorf befindet sich eine zu der Amtszeit von Schottenpfarrer P. Andreas Joh. Steinhauer OSB[12] vom Leobendorfer Orgelbaubetrieb von Ferdinand F. Salomon erbaute Orgel.[13] Die Pfeifen-Stimmung innerhalb der 12-teiligen Oktave ermöglicht auf diesem Instrument auch das Spiel chromatischer sowie romantischer Literatur.[14] Die Vergoldungs- sowie Marmorierungsarbeiten an der Orgel der Veitskirche wurden von Hans Waldbauer vorgenommen.[15] Das tiefste Register der Orgel der Veitskirche befindet sich im Pedal und ist ein 16-Fuß-Subbaß-Register, das höchste ist ein 1-Fuß-Mixtur-Register, welches sich im Manual befindet.[16] Ob vor 1945 in der Veitskirche der Schottenpfarre St. Veit – Klein-Engersdorf eine Orgel von Franz Strommer stand, wird kontroversiell beurteilt.[17] Aktueller Organist der Schottenpfarre St. Veit – Klein-Engersdorf ist Georg Schilling (seit 2018)[18], der auch Kunstgrafiker (u. a. Illustrator)[19], Komponist und Kantor ist.[20]

- Kapelle St. Anna (ehem. Schlosskapelle), Hagenbrunn. Im Jahr 1673 ließ der Propst des Augustiner-Chorherrenstiftes Klosterneuburg Bernhard II. Schmeddingh den Orgelchor sowie die Decke des Kapellenraums mit Stukkaturen ausgestalten.[21] Über dem Kapellentor befindet sich eine Madonna mit Jesuskind aus dem 17. Jahrhundert[22] sowie eine lateinische Inschrift aus anno 1673, in der Propst Bernhard Schmeddingh erwähnt wird.[23]

- Laurentius-Kapelle, Flandorf. Die heutige, dem Hl. Laurentius geweihte Kapelle geht auf das Jahr 1844 zurück.[24] 1882 wurde der Altar der Kapelle restauriert.[25] 1958 wurde die Kapelle renoviert und es wurde ein kleiner Raum zugebaut. Die jüngste Renovierung erfolgte 2023. Am 30. November 1958 wurde die neu hergerichtete Laurentius-Kapelle vom 63. Abt des Zisterzienserstiftes Lilienfeld, Friedrich Pfennigbauer OCist, einem gebürtigen Flandorfer, geweiht.[26]

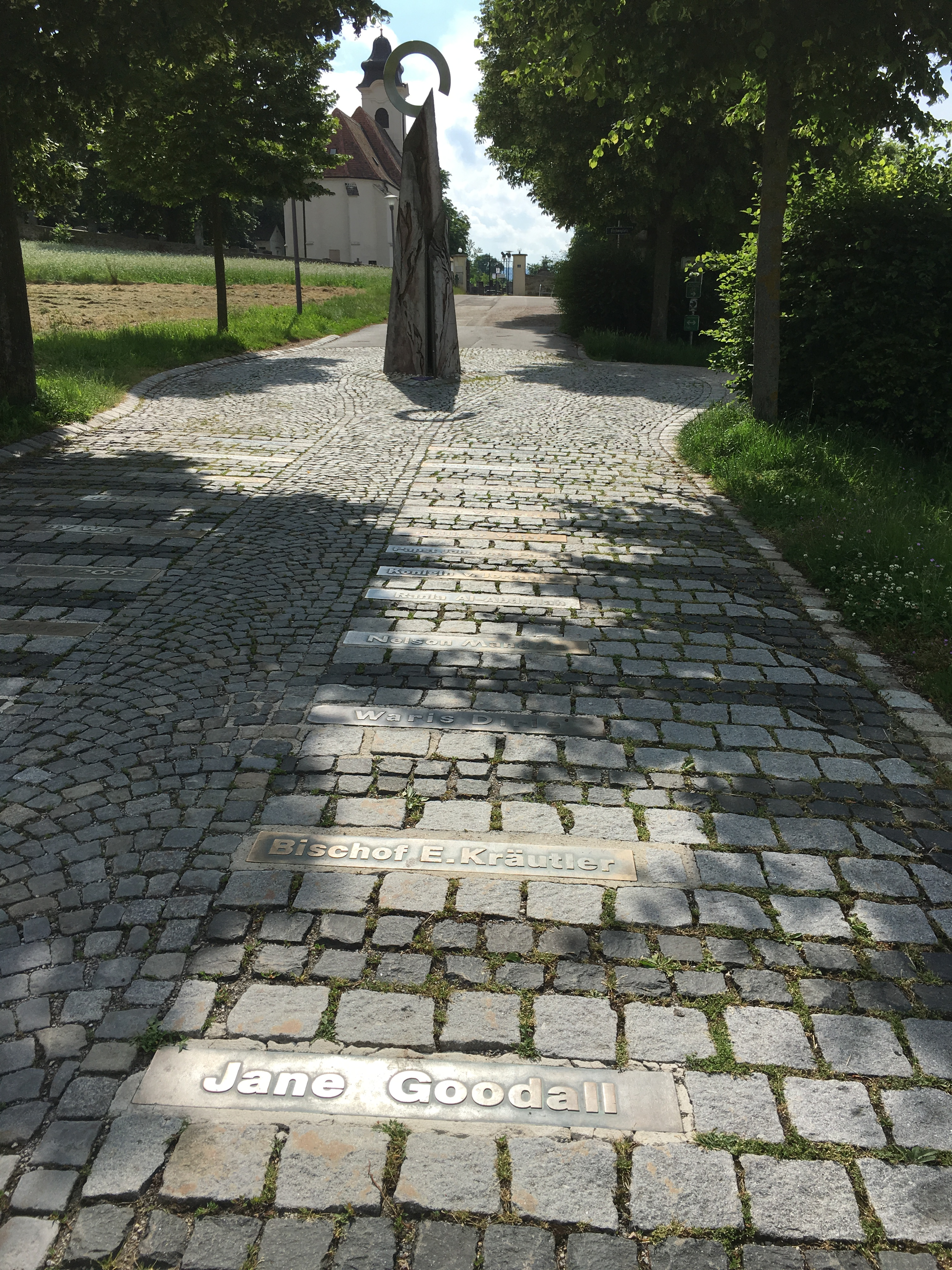
Skulptur „Die Vollendung“ am My-way-Skulpturen-Weg.

- Am 15. Mai 1999 wurde in Hagenbrunn ein My-way-Skulpturen-Weg eröffnet. Auf diesem Weg befinden sich sieben Kunstwerke, welche die Stationen des Lebens darstellen: Die Geburt, die Kindheit, das Erwachen, die Liebe, die Familie, das Alter, das Licht. Seit dem Jahr 2000 wird der My-way-Preis für Humanität vergeben.
- Hagenbrunner Weintage: Am ersten Wochenende im September finden jedes Jahr die Hagenbrunner Weintage statt. Der Ortskern von Hagenbrunn wird dabei zur Fußgängerzone, in der die zahlreichen Weingüter des Orts ihre Weine präsentieren. Umrahmt werden die Verkostungen von verschiedenen Musikgruppen und ausgestelltem Kunsthandwerk. Die Hagenbrunner Weintage ziehen jedes Jahr sehr viele Besucher an und stellen damit auch einen der Höhepunkte des Weinviertler Weinherbsts dar.

### Vereine
- Chorgemeinschaft Hagenbrunn: Chor mit Mitgliedern aus Hagenbrunn und Umgebung, dessen Programm von Klassik über Volkslieder und Messen bis zu Pop und Rock reicht. Die Konzerte, die meistens im Gemeindezentrum Hagenbrunn stattfinden, ziehen regelmäßig viele Besucher an.[27]
- Frauenbewegung Hagenbrunn-Flandorf: Eine Gruppe engagierter Hagenbrunnerinnen, die sich mit zahlreichen Veranstaltungen um ein aktives Gemeindeleben bemüht und unter anderem auch ein eigenes Hagenbrunner Dirndl kreiert hat. Die Frauenbewegung organisiert darüber hinaus ein jährliches Clubbing und Initiativen zum Thema Gesundheit und Bewegung.
- Musikkapelle Hagenbrunn: Die Musikkapelle begleitet die meisten Feste in der Gemeinde musikalisch. Sie tritt dabei auch teilweise mit der Nachbarkapelle aus Stammersdorf auf und veranstaltet mit dieser auch regelmäßig Konzerte.
- Union FK Hagenbrunn: Fußballverein mit dem Schwerpunkt auf leistungsorientierte Nachwuchsausbildung. Die Kampfmannschaft wird dabei als Spielgemeinschaft mit dem SV Großebersdorf organisiert.
- Jugend Hagenbrunn: Jugendverein mit dem Ziel, für die Jugend in der Gemeinde attraktive Angebote zu schaffen.

### Wanderwege
- Wanderwege: Hagenbrunn liegt am Ostösterreichischen Grenzlandweg sowie am Weinviertelweg.

- Der Weg zum Wein: Ein eigener Themenwanderweg zum Thema Weinbau führt durch die schönsten Weingärten Hagenbrunns und beinhaltet auch einen eigenen Schau-Weinkeller. Es werden regelmäßig Führungen und Verkostungen angeboten.[28]

## Wirtschaft und Infrastruktur
Nichtlandwirtschaftliche Arbeitsstätten gab es im Jahr 2001 139, land- und forstwirtschaftliche Betriebe nach der Erhebung 1999 38. Die Zahl der Erwerbstätigen am Wohnort betrug nach der Volkszählung 2001 754. Die Erwerbsquote lag 2001 bei 49,52 Prozent.
In Hagenbrunn wurde ein neues Paketverteilzentrum der Post  errichtet, das im Herbst 2019 in Vollbetrieb gegangen ist.

### Öffentliche Einrichtungen
In Hagenbrunn befindet sich ein Kindergarten und eine Volksschule. In Flandorf gibt es einen weiteren Kindergarten.

## Politik

### Gemeinderat
Der Gemeinderat hat 21 Mitglieder.
- Mit den Gemeinderatswahlen in Niederösterreich 1990 hatte der Gemeinderat folgende Verteilung: 16 ÖVP und 3 SPÖ. (19 Mitglieder)
- Mit den Gemeinderatswahlen in Niederösterreich 1995 hatte der Gemeinderat folgende Verteilung: 15 ÖVP und 4 SPÖ.[33]
- Mit den Gemeinderatswahlen in Niederösterreich 2000 hatte der Gemeinderat folgende Verteilung: 16 ÖVP und 3 SPÖ.[34]
- Mit den Gemeinderatswahlen in Niederösterreich 2005 hatte der Gemeinderat folgende Verteilung: 15 ÖVP, 3 SPÖ und 1 Grüne.[35]
- Mit den Gemeinderatswahlen in Niederösterreich 2010 hatte der Gemeinderat folgende Verteilung: 16 ÖVP, 2 SPÖ und 1 Grüne.[36] (19 Mitglieder)
- Mit den Gemeinderatswahlen in Niederösterreich 2015 hatte der Gemeinderat folgende Verteilung: 16 ÖVP, 3 SPÖ und 2 Grüne.[37]
- Mit den Gemeinderatswahlen in Niederösterreich 2020 hat der Gemeinderat folgende Verteilung: 14 ÖVP, 4 Grüne und 3 SPÖ.[38]
- Mit den Gemeinderatswahlen in Niederösterreich 2025 hat der Gemeinderat folgende Verteilung: 13 ÖVP, 3 SPÖ, 3 FPÖ und 2 GRÜNE.[39]

### Bürgermeister
- bis 2014 Ernst Fischer (ÖVP)
- seit 2014 Michael Oberschil (ÖVP)

### Wappen
Das Hagenbrunner Wappen zeigt im oberen Drittel einen liegenden Halbmond. Dieser geht auf das Rittergeschlecht Dachsenbeck zurück, das in Hagenbrunn im Mittelalter einen Freihof führte. Im unteren Teil des Wappens finden sich eine Weintraube und Getreideähren als Hinweis auf den Wein- und Ackerbau in der Gemeinde.

## Persönlichkeiten
- Rudolf Schwarzböck (* 1947), Nationalratsabgeordneter und Landwirtschaftskammerfunktionär, von 1980 bis 1985 Gemeinderat in Hagenbrunn
- Friedrich Pfennigbauer (1909–1968), Geistlicher, Abt des Zisterzienserstiftes Lilienfeld, geboren in Flandorf
- Annika Rücker (* 1942), Kalligraphin & Künstlerin. Entwirft und zeichnet die Urkunden für die Gewinner des Nobelpreises.